# عباس اخباری
عباس اخباری سیاست‌مدار ایرانی بود، که در دوره بیست و چهارم مجلس شورای ملی به عنوان نماینده کرج در مجلس شورای ملی حضور داشت.